# Universidad Obrera de México
La Universidad Obrera de México «Vicente Lombardo Toledano» es una institución de educación superior de carácter público ubicada en el centro histórico de la Ciudad de México. Fue fundada en 1936 por el sindicalista y político Vicente Lombardo Toledano, en honor a quien la universidad fue posteriormente renombrada. 

## Historia
Desde inicios del siglo XX, con la fundación de la Casa del Obrero Mundial en 1912, se había planteado la idea de crear un colegio de educación superior enfocado a llevar la educación superior a la clase obrera, a formar líderes sindicales y a difundir entre la población los derechos propios de los trabajadores. El principal antecedente de la institución fue la creación de la Asociación Pro Cultura Nacional en 1933 y la fundación de la Universidad Gabino Barreda, misma que fue disuelta en 1936 en favor del recién creado Instituto Politécnico Nacional. El mobiliario correspondiente a las escuelas de Bacteriología, Química e Ingeniería fue donado al IPN, mientras que el resto de la institución fue restructurada por Vicente Lombardo Toledano para fundar el 8 de febrero de 1936 la Universidad Obrera de México.
En 2015 la matrícula de la universidad era cercana a los cinco mil alumnos.

## Instalaciones
El edificio de la universidad se encuentra en el centro histórico de la Ciudad de México, en la calle de San Ildefonso número 72. Fue construido en 1612 por la Compañía de Jesús como una escuela destinada a la educación de los indígenas. En 1853 fue parte del Colegio Nacional de Agricultura, en 1866 fue convertido en colegio para sordomudos y en 1869 en Escuela de Artes y Oficios. En 1884 se instalaron en el edificio los talleres de la Escuela correccional y posteriormente se estableció en ella la Hemeroteca Nacional. En 1964 el edificio pasó a ser propiedad de la Universidad Obrera de México.